# Гострячка вирізна
Гострячка вирізна (Lophozia excisa) — вид печіночників порядку юнгерманіальних (Jungermanniales).
Вид вважається синонімом до Lophoziopsis excisa (Dicks.) Konstant. & Vilnet

## Поширення
Батьківщиною є Європа, Азія, Північна Америка, Нова Зеландія, субантарктичні острови.